# Liste des espèces du genre Narcissus

La liste des espèces du genre Narcissus présente les noms d'espèces acceptées au sein du genre Narcissus, qui sont principalement des plantes vivaces à floraison printanière de la famille des Amaryllidaceae. 
Deux noms vernaculaires, « jonquille » et  « narcisse », sont employés pour décrire les espèces de ce genre.
La liste des espèces est organisée en sous-genres et sections. 
Les estimations du nombre d'espèces comprises dans le genre  Narcissus ont varié considérablement, entre 16 et près de 160,,, même à l'époque moderne. Linné à l'origine en avait inclus six en 1753.
Une grande partie de la variation réside dans la définition des espèces, et si les taxons étroitement apparentés sont considérés comme des espèces distinctes ou des sous-espèces.
Ainsi, une vision très large de l'espèce, comme celle de Webb, se traduit par un petit nombre d'espèces, tandis qu'une vision très étroite, comme celle de Fernandes, conduit à un plus grand nombre d'espèces.
Un autre facteur est le statut des hybrides, étant donné l'existence d'hybridations naturelles. On distingue ceux qui sont désignés comme des « hybrides anciens », qui se rencontrent dans des zones relativement étendues, et les « hybrides récents » dont l'aire est plus restreinte et qui se rencontrent sous forme de plantes solitaires parmi leurs parents. Les premiers sont plus souvent considérés comme des espèces distinctes.
Fernandes (1951) accepta 22 espèces, sur lesquelles se fondait la liste des 27 espèces répertoriées par Webb dans la Flora Europaea dans les années 1980.
En 1968 Fernandes avait accepté 63 espèces et en 1990 Blanchard en répertoriait 65, et Erhardt 66 en 1993.
En 2006, l'International Daffodil Register répertoriait 87 espèces. En revanche, l'étude génétique de Zonneveld (2008) conduisit à seulement 36 espèces (pour la liste et la comparaison avec Webb, voir Zonneveld tableau 4).
À la date de septembre 2014, le World Checklist of Selected Plant Families (WCSP, Liste mondiale des familles de plantes sélectionnées) acceptait 52 espèces, ainsi que, au minimum, 60 hybrides.
Une autre source importante est la classification botanique de la société royale d'horticulture (RHS) et la liste des noms botaniques (octobre 2014) qui est la base de l' International Daffodil Register (Registre international des jonquilles).
C'est une liste consultable qui compte 81 noms acceptés dans son édition d'octobre 2014.

## Tableau des espèces du genreNarcissus
Plus de 300 synonymes de noms d'espèces sont listés, reflétant les grandes variations dans la manière dont le genre est divisé en espèces.
Ces espèces ont été organisées en sections. Ces dernières ne doivent pas être confondues avec les « divisions » de cultivars de la classification horticole des Narcisses et Jonquilles établie par la Royal Horticultural Society.
Les sections (espèce type entre parenthèses) indiquées sont celles de Zonneveld (2008). 
En outre, Mathew (2002) subdivise les sections en sous-sections.
- Apodanthi (N. calcicola)
- Bulbocodium (N. bulbocodium)
- Ganymedes (N. triandrus)
- Jonquillae (N. jonquilla)
- Juncifolii (N. assoanus)
- Narcissus (N. poeticus)
- Nevadensis (N. nevadensis)
- Pseudonarcissus (N. pseudonarcissus)
- Tapeinanthus (N. cavanillesii)
- Serotini (N. serotinus)
- Tazettae (N. tazetta)

Pour une liste des espèces par sections selon la Société royale d'horticulture, voir la RHS Botanical Classification (à jour en septembre 2013), qui est la base de l' International Daffodil Register.
| Nom scientifique | Auteur                                              | Nom commun                   | Image                                                                | Distribution                                                                   |
| --- | --------------------------------------------------- | ---------------------------- | -------------------------------------------------------------------- | ------------------------------------------------------------------------------ |
| Sous-genre Hermione (Haw.) Spach. Espèce type: N. tazetta |                                                     |                              |                                                                      |                                                                                |
| Section Aurelia (Gay) Baker Narcissus broussonetii (incorporée dans Tazettae, 2008) |                                                     |                              |                                                                      |                                                                                |
| Section Serotini Parlatore |                                                     |                              |                                                                      |                                                                                |
| Narcissus obsoletus syn. N. miniatus | (Haw.) Spach Donnison-Morgan, Koopowitz & Zonneveld |                              | Flowers of Narcissus obsoletus                                       | Ouest, nord et est du bassin méditerranéen carte                               |
| Narcissus serotinus Espèce type | L.                                                  |                              | Flower of Narcissus serotinus                                        | Espagne, Nord-Ouest de l'Afrique carte supplémentaire                          |
| Section Tazettae de Candolle |                                                     |                              |                                                                      |                                                                                |
| Narcissus broussonetii, | Lag. y Seg.                                         |                              | Flowers of Narcissus broussonetii                                    | Afrique du Nord carte                                                          |
| Narcissus dubius | Gouan                                               |                              | Flowers of Narcissus dubius                                          | Nord-Ouest de l'Espagne, Sud de la France carte supplémentaire                 |
| Narcissus elegans | (Haw.) Spach                                        |                              | Image                                                                | Méditerranée occidentale carte                                                 |
| Narcissus papyraceus syn. N. barlae | Ker Gawl. Parlatore                                 | Paperwhite                   | Flowers of Narcissus papyraceus                                      | Nord-Ouest de l'Afrique, Ouest et Nord de la Méditerranée carte supplémentaire |
| Narcissus tazetta Espèce type | L.                                                  |                              | Flowers of Narcissus tazetta                                         | Bassin méditerranéen, Moyen-Orient carte                                       |
| Sous-genre Narcissus L. Espèce type: N. poeticus |                                                     |                              |                                                                      |                                                                                |
| Section Apodanthi A.Fernandes |                                                     |                              |                                                                      |                                                                                |
| Narcissus albimarginatus | D.Müll.-Doblies & U.Müll.-Doblies                   |                              | Image                                                                | Maroc carte                                                                    |
| Narcissus calcicola Espèce type | Mendonça                                            |                              | Flower of Narcissus calcicola                                        | Aire de répartition de Narcissus calcicola                                     |
| Narcissus rupicola syn. N. atlanticus | Dufour ex Schult.f. Stern                           |                              | Flowers of Narcissus rupicola                                        | Portugal, Espagne Maroc carte supplémentaire                                   |
| Narcissus scaberulus | Henriq.                                             |                              | Image                                                                | Aire de répartition de Narcissus scaberulus                                    |
| Précédemment N. cuatrecasasii Fern.Casas (transféré dans Jonquillae) |                                                     |                              |                                                                      |                                                                                |
| Section Bulbocodium de Candolle |                                                     |                              |                                                                      |                                                                                |
| Narcissus bulbocodium Espèce type | L.                                                  | Trompettes de méduse         | Flowers of Narcissus bulbocodium                                     | France, Espagne carte                                                          |
| Narcissus cantabricus | DC.                                                 |                              | Flowers of Narcissus cantabricus                                     | Espagne, Nord-Ouest de l'Afrique carte supplémentaire                          |
| Narcissus foliosus | (Maire) Fern.Casas                                  |                              | Image                                                                | Maroc carte                                                                    |
| Narcissus hedraeanthus | (Webb & Heldr.) Colmeiro                            |                              | Fleur de Narcissus hedraeanthus                                      | Aire de répartition de Narcissus hedraeanthus                                  |
| Narcissus nivalis | Graells                                             |                              | Image                                                                | Espagne, Portugal carte                                                        |
| Narcissus obesus | Salisb.                                             |                              | Flower of Narcissus obesus                                           | Aire de répartition de Narcissus obesus                                        |
| Narcissus romieuxii | Braun-Blanq. & Maire                                |                              | Flowers of Narcissus romieuxii                                       | Maroc carte                                                                    |
| Douteux - Narcissus hesperidis Fern.Casas - Narcissus jeanmonodii Fern.Casas - Narcissus tingitanus Fern.Casas |                                                     |                              |                                                                      |                                                                                |
| Section Ganymedes (Haworth) Schultes f. |                                                     |                              |                                                                      |                                                                                |
| Narcissus lusitanicus | Dorda & Fern. Casas                                 |                              | Flower of Narcissus lusitanicus                                      | Portugal carte                                                                 |
| Narcissus pallidulus syn. N. cernuus | Graells Salisb.                                     |                              | Image                                                                | Espagne, Portugal carte                                                        |
| Narcissus triandrus Espèce type | L.                                                  | Larmes d'ange                | Flowers of Narcissus triandrus                                       | France Espagne, Portugal carte                                                 |
| Section Jonquilla de Candolle. |                                                     |                              |                                                                      |                                                                                |
| Narcissus blanchardii syn. N. flavus | Zonn. stat. nov. Lag.                               |                              | Image                                                                | Portugal, Espagne carte                                                        |
| Narcissus cuatrecasasii | Fern.Casas, Lainz & Ruiz Rejon                      |                              | Fleur de Narcissus cuatrecasasii                                     | Espagne, Maroc carte supplémentaire                                            |
| Narcissus jonquilla Espèce type | L.                                                  | Jonquilles                   | Flowers of Narcissus jonquilla                                       | Aire de répartition de Narcissus jonquilla                                     |
| Narcissus viridiflorus | Schousb.                                            |                              | Flowers of Narcissus viridiflorus                                    | Gibraltar Maroc carte                                                          |
| Section Juncifolii (A. Fern.) Zonn. sect nov. |                                                     |                              |                                                                      |                                                                                |
| Narcissus assoanus Espèce type | Dufour                                              | Narcisses à feuilles de jonc | \|                                                                   | Est de l'Espagne, Sud de la France carte supplémentaire                        |
| Narcissus gaditanus | Boiss. & Reuter                                     |                              | Flower of Narcissus gaditanus                                        | Aire de répartition de Narcissus gaditanus                                     |
| Section Narcissus L. |                                                     |                              |                                                                      |                                                                                |
| Narcissus poeticus Espèce type | L.                                                  | Narcisses des poètes         | Flower of Narcissus poeticus                                         | Central Europe carte                                                           |
| Section Nevadensis Zonn. sect. nov |                                                     |                              |                                                                      |                                                                                |
| Narcissus bujei | Fern. Casas                                         |                              | Image                                                                | Sud de l'Espagne                                                               |
| Narcissus longispathus | Pugsley                                             |                              |                                                                      | Sud de l'Espagne carte                                                         |
| Narcissus nevadensis Espèce type | Pugsley                                             |                              |                                                                      |                                                                                |
| Section Pseudonarcissus de Candolle. Narcisses trompette |                                                     |                              |                                                                      |                                                                                |
| Narcissus abscissus | (Haw.) Roem. & Schult.f.                            |                              | « Image »(Archive.org • Wikiwix • Archive.is • Google • Que faire ?) | Spain, S France carte supplémentaire                                           |
| Narcissus asturiensis | (Jord.) Pugsley                                     |                              |                                                                      | Nord de l'Espagne, Portugal carte                                              |
| Narcissus cyclamineus | DC.                                                 | Narcisses cyclamens          |                                                                      | Portugal, Nord-Ouest de l'Espagne carte                                        |
| Narcissus jacetanus | Fern.Casas                                          |                              |                                                                      | Nord-Est de l'Espagne carte                                                    |
| Narcissus moleroi | Fern.Casas                                          |                              | Image                                                                |                                                                                |
| Narcissus primigenius | (Fern.Suárez ex M.Laínz) Fern.Casas & Laínz         |                              | Image                                                                |                                                                                |
| Précédemment - N. alcaracensis syn. N. longispathus - N. confusus Pugsley syn. N. pseudonarcissus - N. hispanicus Gouan syn. N. pseudonarcissus (Spanish Daffodil) - N. longispathus (transféré dans Nevadensis) - N. minor syn. N. pseudonarcissus (Lesser Wild Daffodil) - N. moschatus syn. N. pseudonarcissus (White Daffodil) - N. nevadensis Pugsley (transféré dans Nevadensis) - N. obvallaris syn. N. pseudonarcissus (Tenby Daffodil) - N. radinganorum Fern. Casas syn. N. pseudonarcissus |                                                     |                              |                                                                      |                                                                                |
| Section Tapeinanthus (Herbert) Traub |                                                     |                              |                                                                      |                                                                                |
| Narcissus cavanillesii | Barra & G.López                                     |                              |                                                                      | Portugal, Espagne, Nord-Ouest de l'Afrique carte supplémentaire                |

## Hybrides intersections (nothoespèces)
- Narcissus x alleniæ Donnison-Morgan (N. obsoletus × N. viridiflorus)[17]
- Narcissus x obsoletus (Haw.) Spach (N. elegans × N. serotinus)[notes 12]
- Narcissus × medioluteus syn. N. biflorus